# Municipio de Reis
El municipio de Reis (en inglés: Reis Township) es un municipio ubicado en el condado de Polk en el estado estadounidense de Minnesota. En el año 2010 tenía una población de 79 habitantes y una densidad poblacional de 0,9 personas por km².

## Geografía
El municipio de Reis se encuentra ubicado en las coordenadas 47°32′33″N 96°30′54″O / 47.54250, -96.51500. Según la Oficina del Censo de los Estados Unidos, el municipio tiene una superficie total de 88.2 km², de la cual 88,2 km² corresponden a tierra firme y (0 %) 0 km² es agua.

## Demografía
Según el censo de 2010, había 79 personas residiendo en el municipio de Reis. La densidad de población era de 0,9 hab./km². De los 79 habitantes, el municipio de Reis estaba compuesto por el 98,73 % blancos y el 1,27 % eran de una mezcla de razas. Del total de la población el 0 % eran hispanos o latinos de cualquier raza.